# فضيحة في بوهيميا
فضيحة في بوهيميا (بالإنجليزية: A Scandal in Bohemia)‏ قصة قصيرة، تعتبر القصة الأولى من مجموع 56 قصة قصيرة لشرلوك هولمز، وأول قصة في سلسلة قصص «مغامرات شرلوك هولمز» للكاتب آرثر كونان دويل، نشرت القصة في مجلة ستراند بتاريخ 25 يونيو/حزيران 1891، وقام سيدني باجيت بإنجاز الرسوم التي رافقت الرواية. يعتبر دويل هذه القصة الخامسة في قائمة تضم 12 أفضل قصة شرلوك هولمزبالنسبة له.

## ملخص القصة
يذهب واطسون، دكتور وصديق لشرلوك هولمز، لزيارة صديقه كالعادة، ويعلمه هذا الاخير بأنه استلم خطابا من شخص مجهول يطلب منه مقابلته لحل مشكلة له. يصل هذا الزائر مرتديا ثيابا غريبة ومغطيا ملامح وجهه بقناع، ويقدم نفسه على انه الكونت فون كرام، مرسول من طرف ملك بوهيميا، ويلهلم غوتسرايخ سيجيسموند فون ارمشتاين، لكن هولمز يكتشف فورا ان هذا الضيف هو الملك نفسه وليس مرسولا كما يدعي، فيزيح الضيف القناع عن وجهه ويكشف عن هويته الحقيقية.
يتضح ان الملك سيصبح خطيب لأميرة شابة إسكندنافية، لكن في السنوات الماضية كان على علاقة بمغنية اوبرا أمريكية، ايرين ادلر، التي تقاعدت من عملها وتقيم حاليا في لندن، يقول الملك ان ايرين ادلر تحتفظ بصورة تجمعه معها، وانه إذا كشفتها للعلن فستكون فضيحة كبرى له، ويقول كذلك انه حاول بجميع الطرق استرجاع تلك الصورة انطلاقا من تفتيش منزلها وصولا إلى تفتيشها هي، لكن بلا فائدة فلا اثر للصورة.
ينطلق شرلوك في عمله، ويقوم بتتبع ايرين ادلر مدعيا انه سائق عربة، وفي اثناء تتبعه لها، انها ذهبت إلى الكنيسة رفقة رجل ثم قامت الكاهن بعقد زواجهما وكان هو نفسه شاهدا على الزواج لأنه كان بالقرب من الكنيسة وكان الزوجان مستعجلان لدرجة انهما طلبا من أول شخص لقياه في الشارع ان يكون شاهدا على زفافهما.
يواصل هولمز تنفيذ خططه، لكن هذه المرة يقوم بدفع النقود لمجموعة من الرجال، لاختلاق شجار امام ايرين ادلر لدى نزولها من العربة وقبل دخولها إلى منزلها، ثم يتدخل هو-متنكرا بثياب شخص كبير في السن- وسط الشجار ويقوم بإنقاذها من اولئك الرجال، ويدعي انه اصيب خلال ذلك، فتشعر ايرين ادلر انها المسؤولة عما حدث له، وتدخله إلى منزلها حتى تقدم له الإسعافات الضرورية، لكن خطة هولمز لم تتوقف عند هذا الحد، فطلب من صديقه الدكتور واطسون ان يدعي نشوب حريق في المنزل، وكان هدف هولمز من هذه الخطوة ان ايرين ادلر فور سماعها بخبر الحريق ستهرع إلى المكان الذي تخبا فيه الصورة حتى تحميها من التلف، وحينها يكتشف هولمز مكان تخبئة الصورة وهو وراء لوحة معلقة في أحد جدران البيت.
يتضح ان الإعلان عن الحريق اعلان كاذب، ثم يغادر هولمز البيت قائلا انه تعافى ولا حاجة لبقائه لمدة أطول شاكرا ايرين ادلر على لطفها.لكن قبل دخوله إلى البيت يمر عليه رجلا غريب ملقيا عليه التحية.
في اليوم الموالي، يذهب هولمز رفقة واطسون وملك بوهيميا إلى بيت ايرين ادلر بعد ان أعلن هولمز انه عرف مكان الصورة، لكن عند دخولهم يكتشفون ان ايرين ادلر هربت رفقة زوجها، وتركت خطابا اعلنت فيه انها تعرفت على هوية هولمز وأنها هي الرجل الذي مر من امامه الليلة السابقة والقى عليه التحية، وطمئنت الملك انها لن تستعمل تلك الرسالة لأنها متزوجة وتحب زوجها لكنها ستحتفظ بها احتياطا لأي طارئ في المستقبل، وقد تركت في المقابل صورة أخرى لها.يعرض ملك بوهيميا خاتم زمرد على هولمز لقاء اتعابه، لكنه يفضل أخذ صورة ايرين ادلر بدل الخاتم، صورة المرأة التي كشفت خطته.

## المملكات الخيالية في القصة
في الفترة التي كتبت فيها القصة لم يكن هناك وجود لمملكة بوهيميا مستقلة بل كانت جزءا من ممتلكات الهابسبورغ، إضافة إلى انه لم يكن هناك وجود لمملكة باسم مملكة إسكندنافيا.

## الاقتباس
- مسرحية شرلوك هولمز من تأليف ويليام جيليت عام 1899 تم اقتباسها من عدة قصص قصيرة لشرلوك هولمز من بينها قصة «فضيحة في بوهيميا».
- وقد تم اقتباس فيلمين عام 1916 و1922 تحت عنوان«شرلوك هولمز» من هذه المسرحية.
- فيلم Dressed to Kill عام 1946 والذي ذكرت فيه القصة.
- تم اقتباس إحدى حلقات مسلسل «شرلوك هولمز» عام 1951 من القصة، من بطولة الآن ويتلي بدور شرلوك هولمز ومن إنتاج قناة بي بي سي البريطانية.[1]
- تم اقتباس أحد اجزاء فيلم «مغامرات شرلوك هولمز والدكتور واطسون» من القصة، وهو فيلم سوفييتي انتج عام 1983 من بطولة فازيلي ليفانوف بدور شرلوك هولمز.
- تم اقتباس الحلقة الأولى من مسلسل «مغامرات شرلوك هولمز» من القصة، وهو مسلسل بريطاني عرض ما بين 1984 و1985 من بطولة جيرمي برات بدور هولمز.
- تم اقتباس إحدى حلقات مسلسل «شرلوك» عام 2012 من القصة، لكن بعنوان «فضيحة في بلغرافيا», وهو مسلسل بريطاني من إنتاج قناة بي بي سي وبطولة بيندكت كامبرباتش بدور هولمز.

## معرض الصور

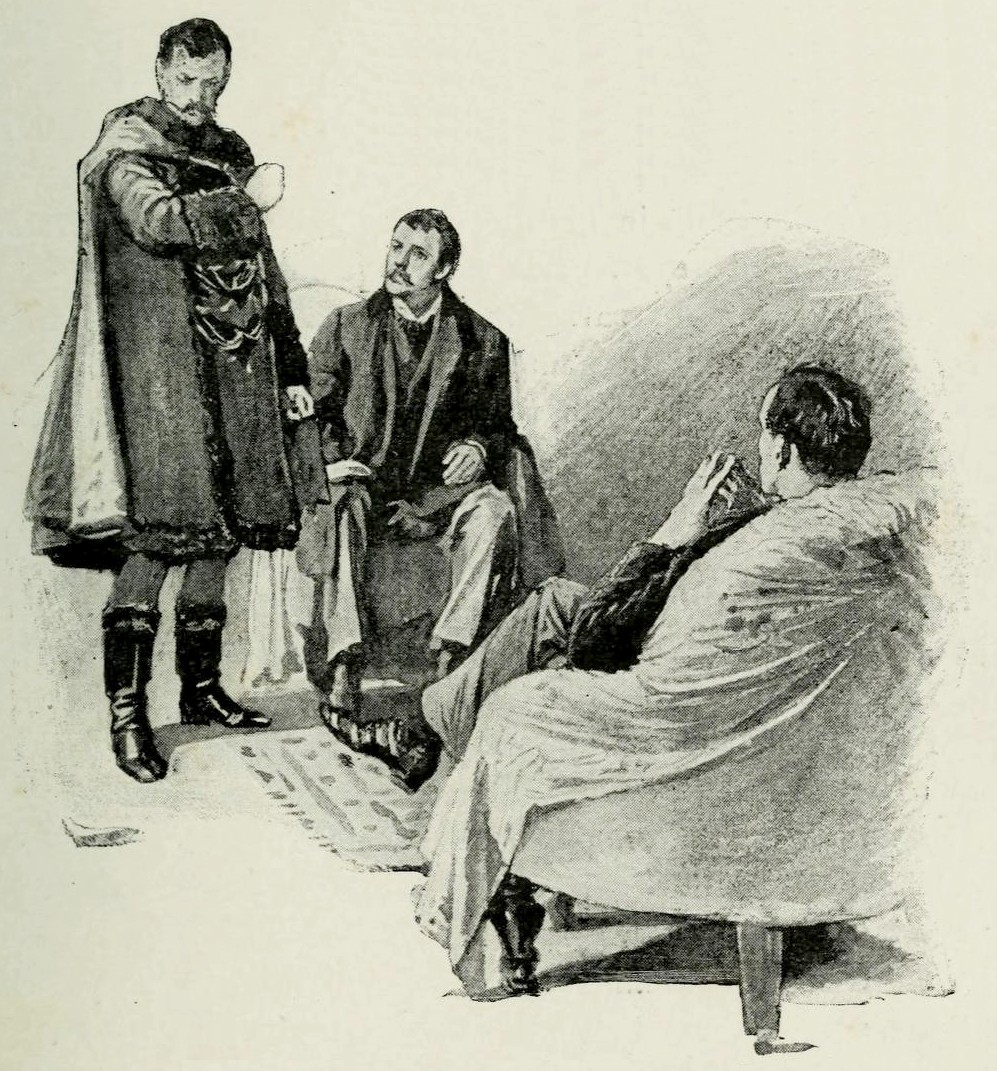
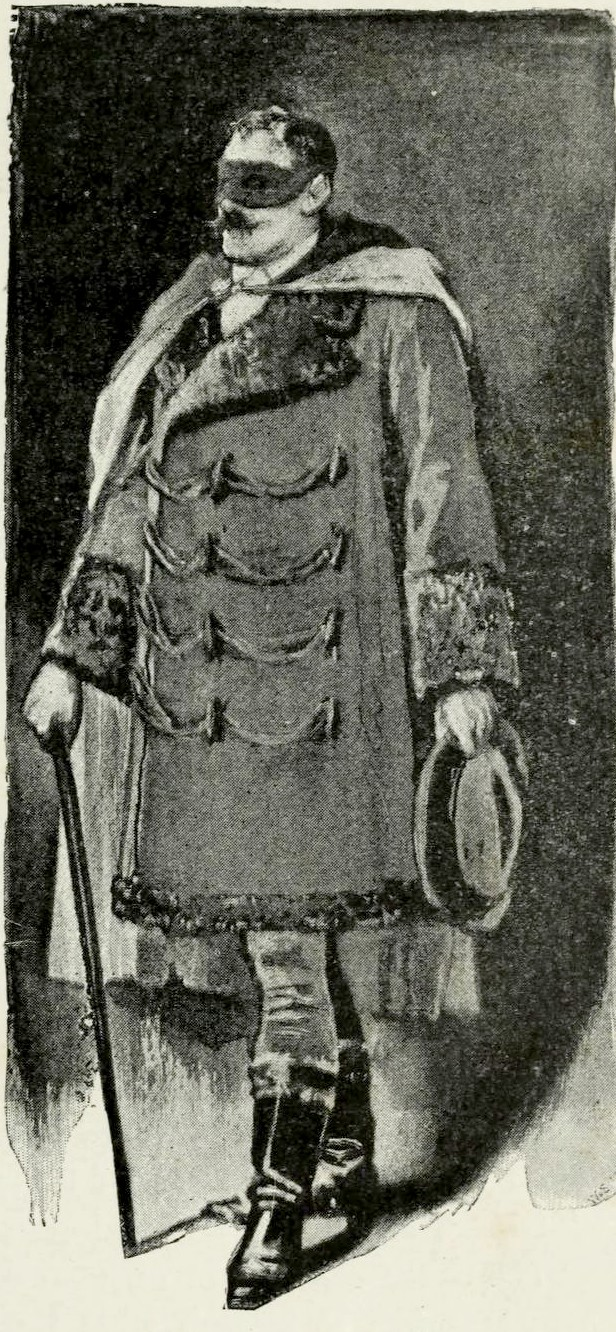
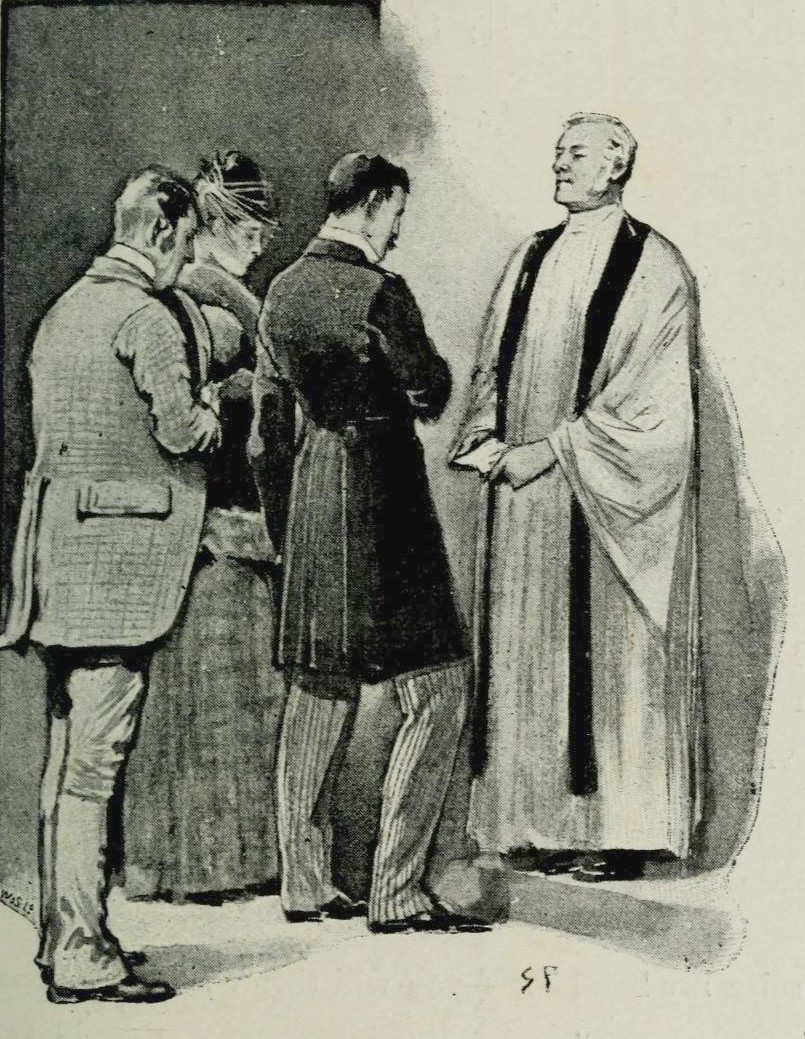
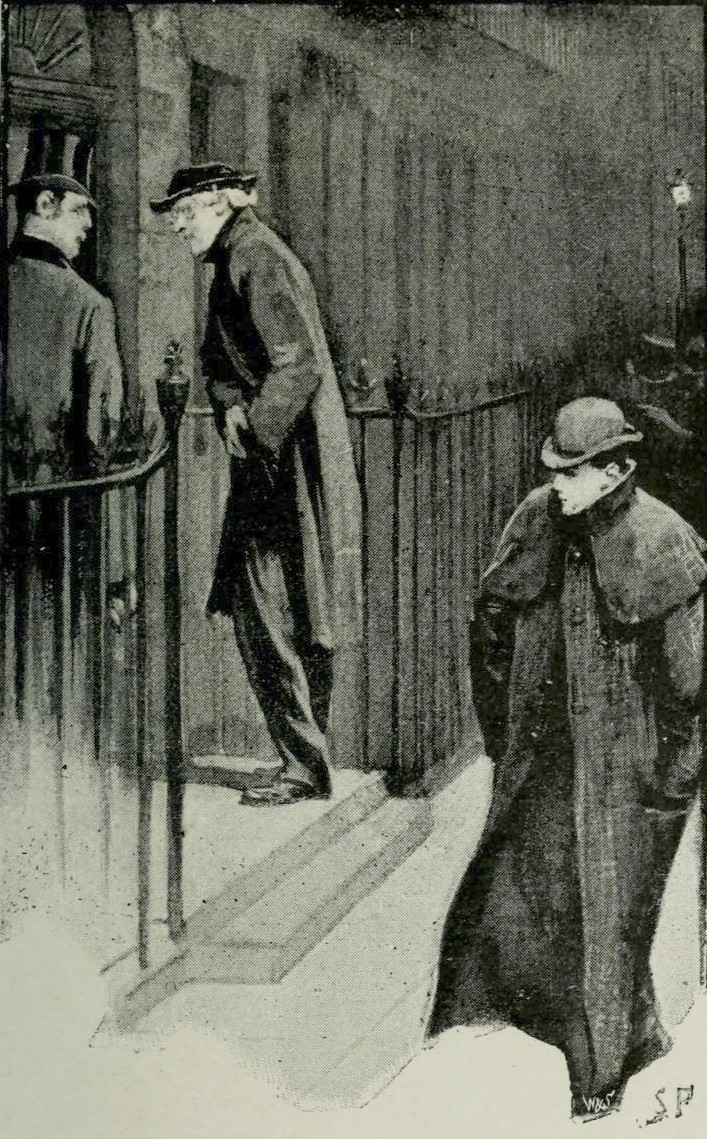
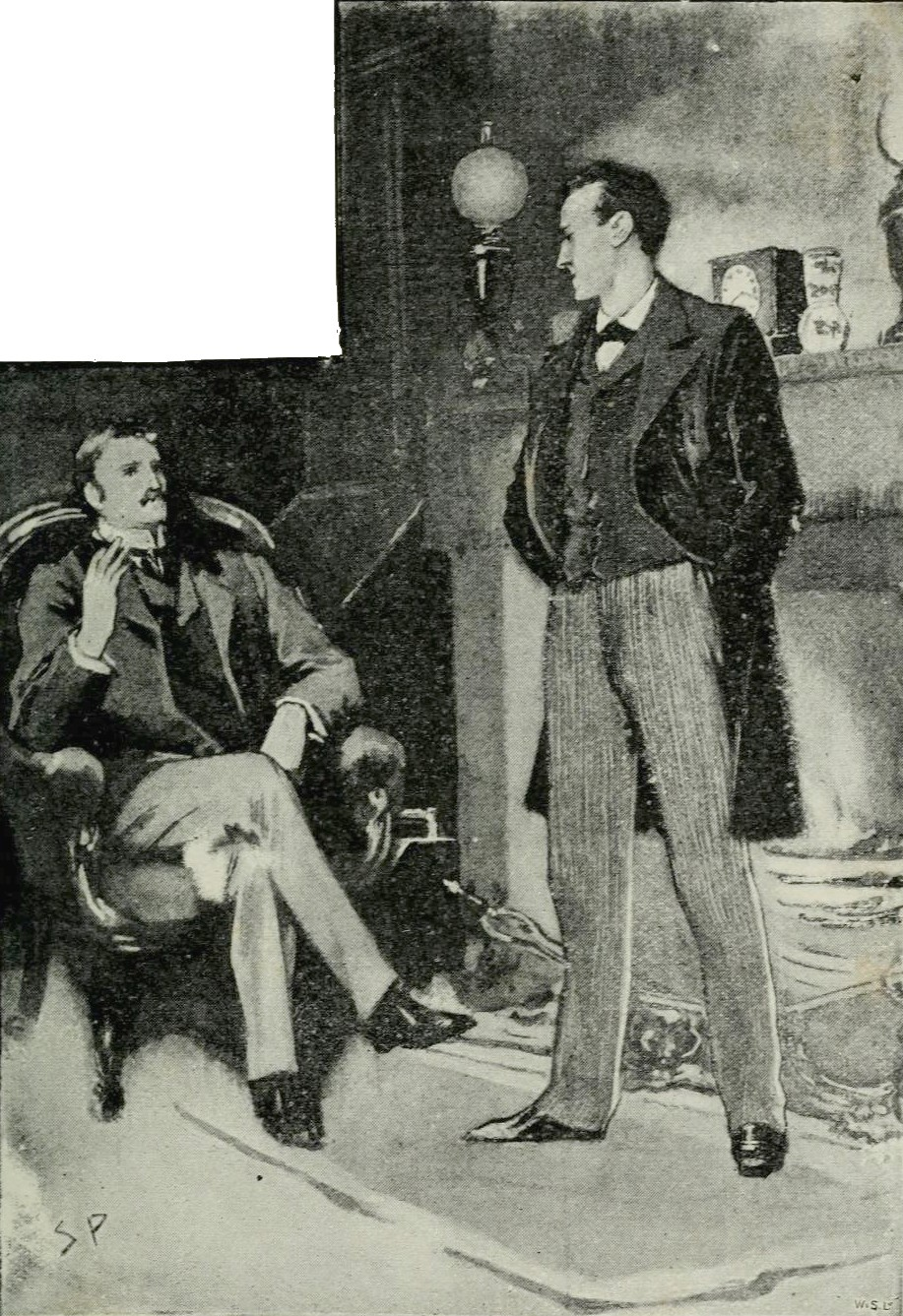
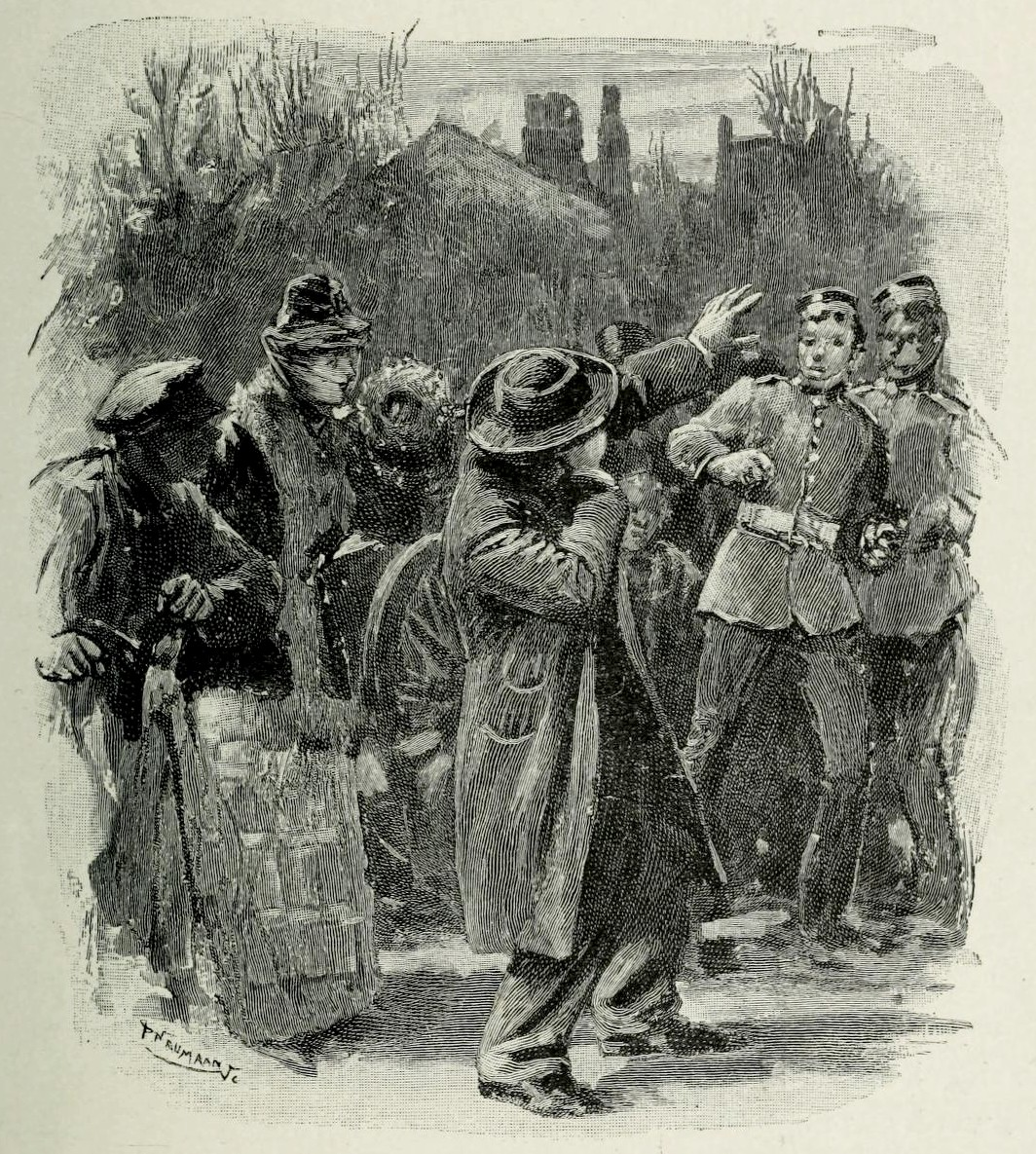

## الترجمة العربية
- فضيحة في بوهيميا، دار الأجيال للنشر.[2]
- فضيحة في بوهيميا، مؤسسة هنداوي، ترجمة زياد إبراهيم ومراجعة محمد فتحي خضر.[3]
- فضيحة في بوهيميا، ضمن (الشبح الذي جاء يعتذر مختارات قصصية)، ترجمة هشام فهمي، منشورات تكوين - دار الرافدين.[4]
- فضيحة في بوهيميا، ضمن (المترجم الكتاب الثاني)، ترجمة هشام فهمي، دار اكتب للنشر والتوزيع.[5]
- فضيحة في بوهيميا، (ضمن مجموعة مغامرات شيرلوك هولمز) مؤسسة هنداوي، ترجمة أميرة علي عبد الصادق.(مختصرة)[6]

## روابط خارجية
- موقع لقراءة القصة مرفقة بالرسوم الأصلية (باللغة الإنجليزية).